# Ammocharis
- Commons
- Wikispecies

Ammocharis Herb.  é um género botânico pertencente à família amaryllidaceae.

## Espécies
| - Ammocharis coccinea - Ammocharis coranica - Ammocharis falcata - Ammocharis heterostyla |

- Lista completa